# Bernau am Chiemsee
Bernau am Chiemsee (amtlich: Bernau a.Chiemsee) ist eine Gemeinde im oberbayerischen Landkreis Rosenheim. Der gleichnamige Hauptort ist Sitz der Gemeindeverwaltung und Luftkurort.

## Geographie

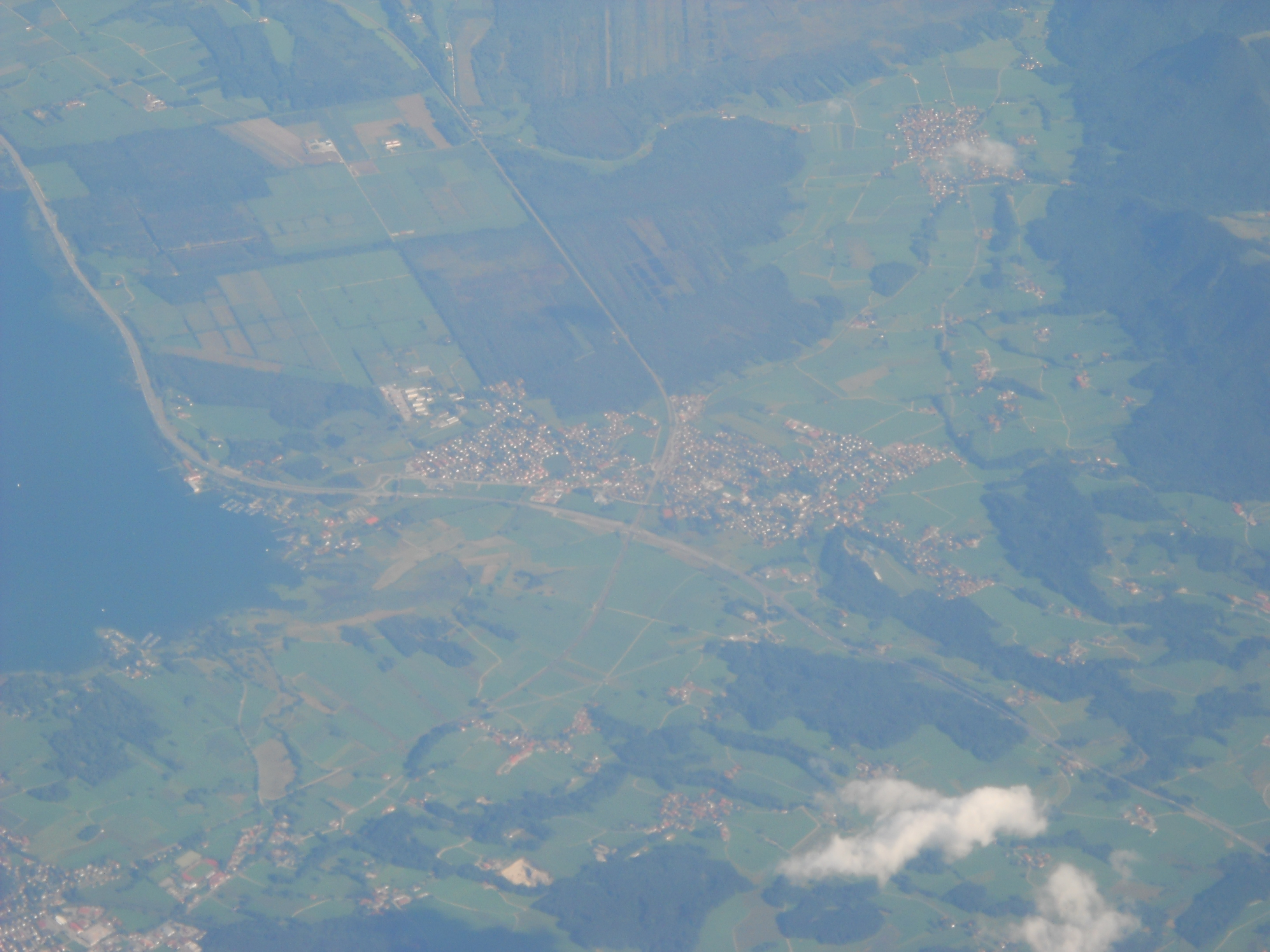
Bernau am Chiemsee (in Bildmitte)

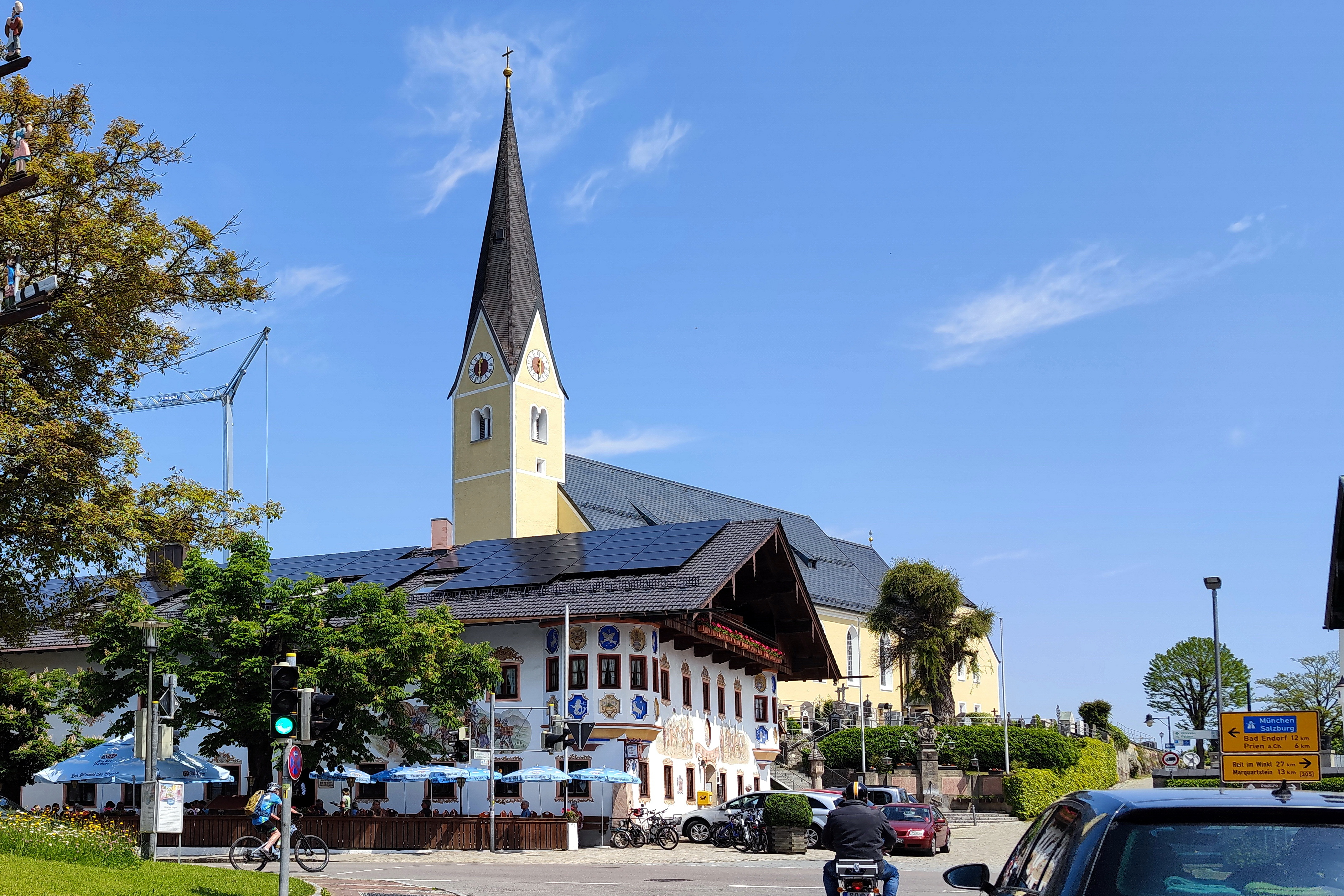
Kirchplatz mit St. Laurentius

### Geographische Lage
Der Hauptort liegt im Chiemgau am Südwestufer des Chiemsees. Der Ort wird von der Bundesautobahn 8 (A 8) München – Salzburg und der Bahnstrecke Rosenheim–Salzburg tangiert. Südlich von Bernau erstrecken sich die Chiemgauer Alpen mit dem markanten Gipfel der Kampenwand. Östlich des Ortes liegt eine weitläufige Moorlandschaft, in der früher in größerem Umfang Torf abgebaut wurde. Ein alter Torfbahnhof in der Kendlmühlfilzen zeugt noch heute davon. Nach Rosenheim sind es 24 km, nach München 83 km, nach Kufstein 35 km, nach Traunstein 26 km, nach Salzburg 58 km und nach Reit im Winkl 25 km.
Bernau hat am Chiemseeufer ein Strandbad, Bootsverleih sowie eine Anlegestelle der Chiemsee-Schifffahrt. Von hier aus ist die Herreninsel direkt zu erreichen.
Der Fahrradrundweg (Uferrundweg) rund um den Chiemsee führt in Bernau durch den Ortsteil Felden.

### Nachbargemeinden
|                    | Prien am Chiemsee | Chiemsee (Gemeindefreies Gebiet) |
| Frasdorf           | Kompass           | Übersee                          |
| Aschau im Chiemgau |                   | Grassau                          |

### Gemeindegliederung
Die Gemeinde Bernau am Chiemsee hat 38 Gemeindeteile (in Klammern ist der Siedlungstyp angegeben):
- Abling (Einöde)
- Aufing (Einöde)
- Bach (Weiler)
- Bergham (Dorf)
- Bernau a.Chiemsee (Pfarrdorf)
- Bichling (Weiler)
- Chiemseepark Felden (Dorf)
- Eichet (Dorf)
- Farbing (Dorf)
- Gattern (Weiler)
- Giebing (Dorf)
- Gröben (Weiler)
- Gut Lambelhof (Gut)
- Hafenstein (Weiler)
- Heroldsöd (Weiler)
- Hittenkirchen (Pfarrdorf)
- Hitzelsberg (Einöde)
- Hötzing (Weiler)
- Irschen (Dorf)
- Kothöd (Dorf)
- Kraimoos (Weiler)
- Moos (Weiler)
- Neumühle (Weiler)
- Osterham (Weiler)
- Reit (Weiler)
- Reitham (Weiler)
- Rudersberg (Weiler)
- Schleipfen (Einöde)
- Schörging (Weiler)
- Steinbach (Weiler)
- Stocka (Einöde)
- Stötten (Einöde)
- Unterbergham (Dorf)
- Weisham (Dorf)
- Westerham (Weiler)
- Wiedendorf (Weiler)
- Wiesen (Einöde)
- Wimpasing (Einöde)

Es gibt die Gemarkungen Bernau a. Chiemsee und Hittenkirchen.

### Natur
Folgende Schutzgebiete berühren das Gemeindegebiet:
- Naturschutzgebiet Hacken und Rottauer Filz (NSG-00373.01)
- Naturschutzgebiet Kühwampenmoor (NSG-00047.01)
- Landschaftsschutzgebiet Inschutznahme des Bärnsees und seiner Umgebung als LSG (LSG-00144.01)
- Landschaftsschutzgebiet Inschutznahme des Prientales als LSG (LSG-00134.01)
- Landschaftsschutzgebiet Schutz des Chiemsees, seiner Inseln und Ufergebiete in den Landkreisen Rosenheim und Traunstein als LSG ("Chiemsee-Schutzverordnung") (LSG-00396.01)
- Fauna-Flora-Habitat-Gebiet Moore südlich des Chiemsees (8140-371)
- Fauna-Flora-Habitat-Gebiet Chiemsee (8140-372)
- Vogelschutzgebiet (Vogelschutzrichtlinie der EU) Moore suedlich des Chiemsees (8141-471)
- Vogelschutzgebiet (Vogelschutzrichtlinie der EU) Chiemseegebiet mit Alz (8140-471)

## Geschichte

### Bis zur Gemeindegründung
Die Gemeinde gehörte den Grafen von Preysing, war jedoch Teil des Kurfürstentums Bayern. Bernau war ein Teil der mit der Hochgerichtsbarkeit ausgestatteten Herrschaft Hohenaschau. Im Zuge der Verwaltungsreformen in Bayern entstand mit dem Gemeindeedikt von 1818 die heutige Gemeinde.
Zu Römerzeiten war Bernau wegen der praktischen und gesunden Lage ein beliebter Erholungsort für Soldaten. Hier wurden die Grundrisse einer Villa rustica gefunden; man wertet dies als Hinweis auf ein römisches Bad an diesem Ort. Auch wurde ein römischer Grabstein gefunden.
Kaiser Maximilian I. weilte während eines Feldzugs gegen die Burg Marquartstein im Oktober 1504 in Bernau, was auf einer Tafel am Gasthof zum alten Wirt vermerkt ist.

### Eingemeindungen
Im Zuge der Gebietsreform in Bayern wurden am 1. Mai 1978 Gebietsteile der aufgelösten Gemeinde Hittenkirchen eingegliedert.

### Bevölkerungsentwicklung
| Jahr      | 1840 | 1900 | 1925 | 1950 | 1961 | 1970 | 1987 | 1988 | 1991 | 1995 | 2001 | 2005 | 2010 | 2015 | 2018 |
| --------- | ---- | ---- | ---- | ---- | ---- | ---- | ---- | ---- | ---- | ---- | ---- | ---- | ---- | ---- | ---- |
| Einwohner | 843  | 1089 | 1474 | 3606 | 3788 | 3792 | 4859 | 5073 | 5802 | 6176 | 6612 | 6727 | 7129 | 6811 | 6980 |

## Religionen

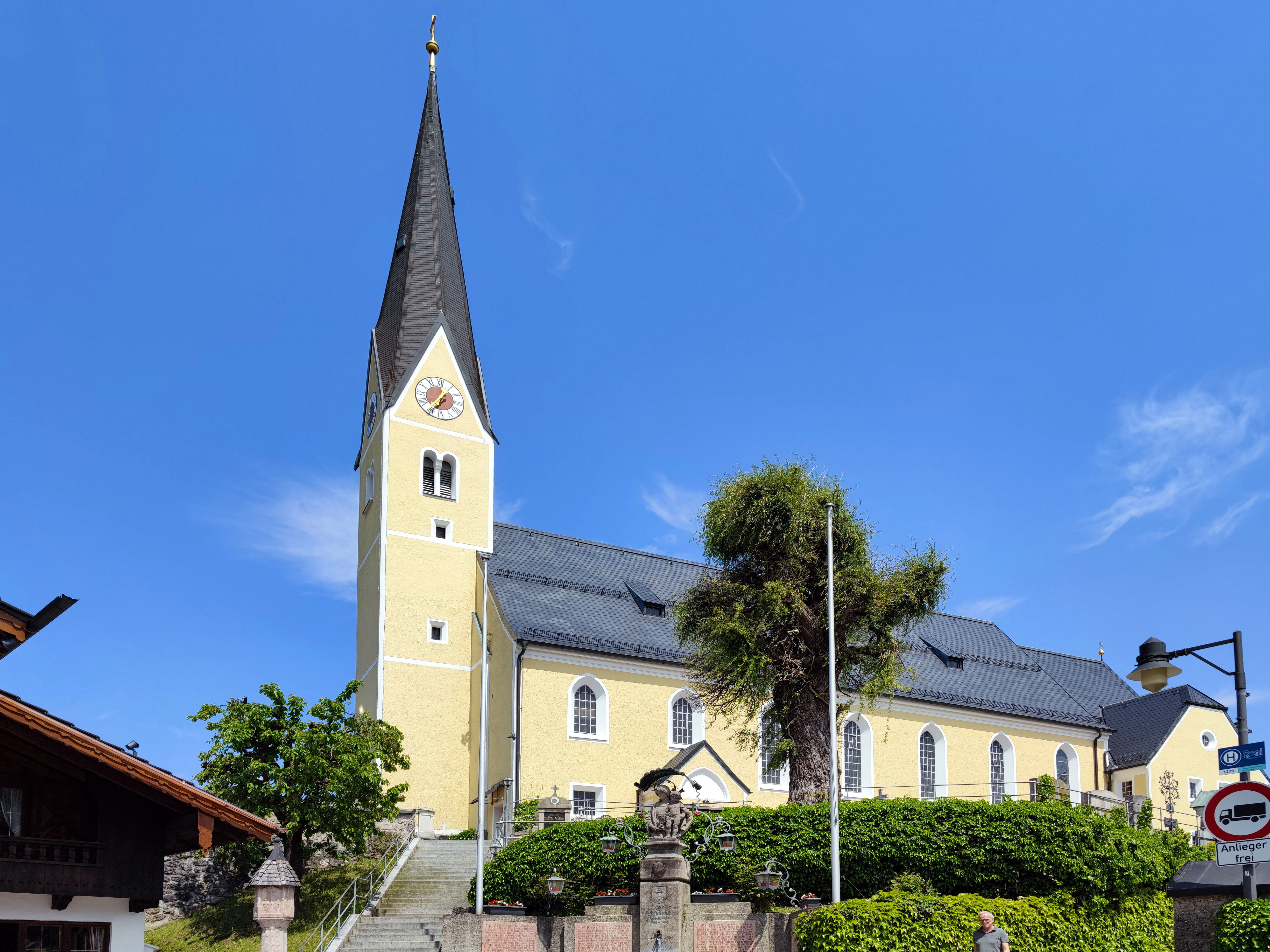
Pfarrkirche St. Laurentius

Der überwiegende Teil der Bevölkerung Bernaus gehört dem katholischen Glaubensbekenntnis an. Die Gottesdienste finden in der Kirche St. Laurentius der Katholischen Pfarrgemeinde Bernau statt. Der Ortsteil Hittenkirchen verfügt über eine eigene Dorfkirche.

## Politik

### Gemeinderat
20 ehrenamtliche Gemeinderäte bilden mit dem hauptamtlichen Bürgermeister den Gemeinderat von Bernau am Chiemsee. Nach den vergangenen vier Kommunalwahlen setzte er sich so zusammen:
|                 | 2020 | 2014 | 2008 | 2002 |
| --------------- | ---- | ---- | ---- | ---- |
| Sitze insgesamt | 20   | 20   | 20   | 20   |
| CSU             | 7    | 8    | 10   | 10   |
| SPD             | 2    | 2    | 2    | 3    |
| Grüne           | 3    | 4    | 2    | –    |
| Bernauer Liste  | 3    | 3    | 3    | 3    |
| ÜWG 1           | 2    | 2    | 2    | 2    |
| WMG 2           | 3    | 1    | 1    | 2    |

### Bürgermeister
| Amtszeit  | 1. Bürgermeister                   | 2. Bürgermeister   | 3. Bürgermeister        |
| ?–2014    | Klaus Daiber (CSU)                 |                    |                         |
| 2014–2020 | Philipp Bernhofer (Bernauer Liste) | Gerhard Jell (CSU) | Alexander Herkner (SPD) |
| seit 2020 | Irene Biebl-Daiber (CSU)           | Gerhard Jell (CSU) | Franz Prassberger (ÜWG) |

### Gemeindefinanzen
Im Jahr 2010 betrugen die Gemeindesteuereinnahmen 4.745.000 Euro, davon waren 1.676.000 Euro Gewerbesteuereinnahmen (netto).

### Wappen und Fahne
Blasonierung: „In Silber über einem mit zwei durchgehenden silbernen Wellenbalken belegten blauen Dreiberg eine grüne Hausmarke, bestehend aus Kreuzkopfvierfußschaft mit erhöhter linker Mittelkreuzstrebe, Vierfuß hintenendig gekreuzt.“
Die Hausmarke gehört zur Wirtsfamilie der Seiser, die in der Gemeinde seit Ende des 15. Jahrhunderts eine wichtige Rolle spielte; die grüne Farbe ist frei gewählt. Der Dreiberg spielt auf das Wappen der Aschauer an, zu deren Herrschaft Bernau ehemals gehörte, stellt aber auch die Chiemgauer Berge dar. Die Wellenbalken stehen für die Lage des Orts am Chiemsee. Das Wappen wurde vom Ingenieur und Politiker Hugo Decker entworfen und 1956 vom Bayerischen Innenministerium genehmigt.
Die Fahne ist gestreift in den Farben Grün – Weiß – Blau.

## Wirtschaft und Infrastruktur

### Wirtschaft
Es gab 2010 nach der amtlichen Statistik im produzierenden Gewerbe 281 und im Bereich Handel und Verkehr 338 sozialversicherungspflichtig Beschäftigte am Arbeitsort. In sonstigen Wirtschaftsbereichen waren am Arbeitsort 590 Personen sozialversicherungspflichtig beschäftigt. Sozialversicherungspflichtig Beschäftigte am Wohnort gab es insgesamt 1856. Im verarbeitenden Gewerbe gab es drei, im Bauhauptgewerbe acht Betriebe. Zudem bestanden 57 landwirtschaftliche Betriebe mit einer landwirtschaftlich genutzten Fläche von insgesamt 1394 ha; davon waren 1250 ha Dauergrünfläche.

### Betriebe
In Bernau ist ein Teil der Firma Bavaria Yachts ansässig. Des Weiteren befindet sich im Ortsteil Felden die Fachklinik „Medical Park Chiemseeblick“.

### Verkehr

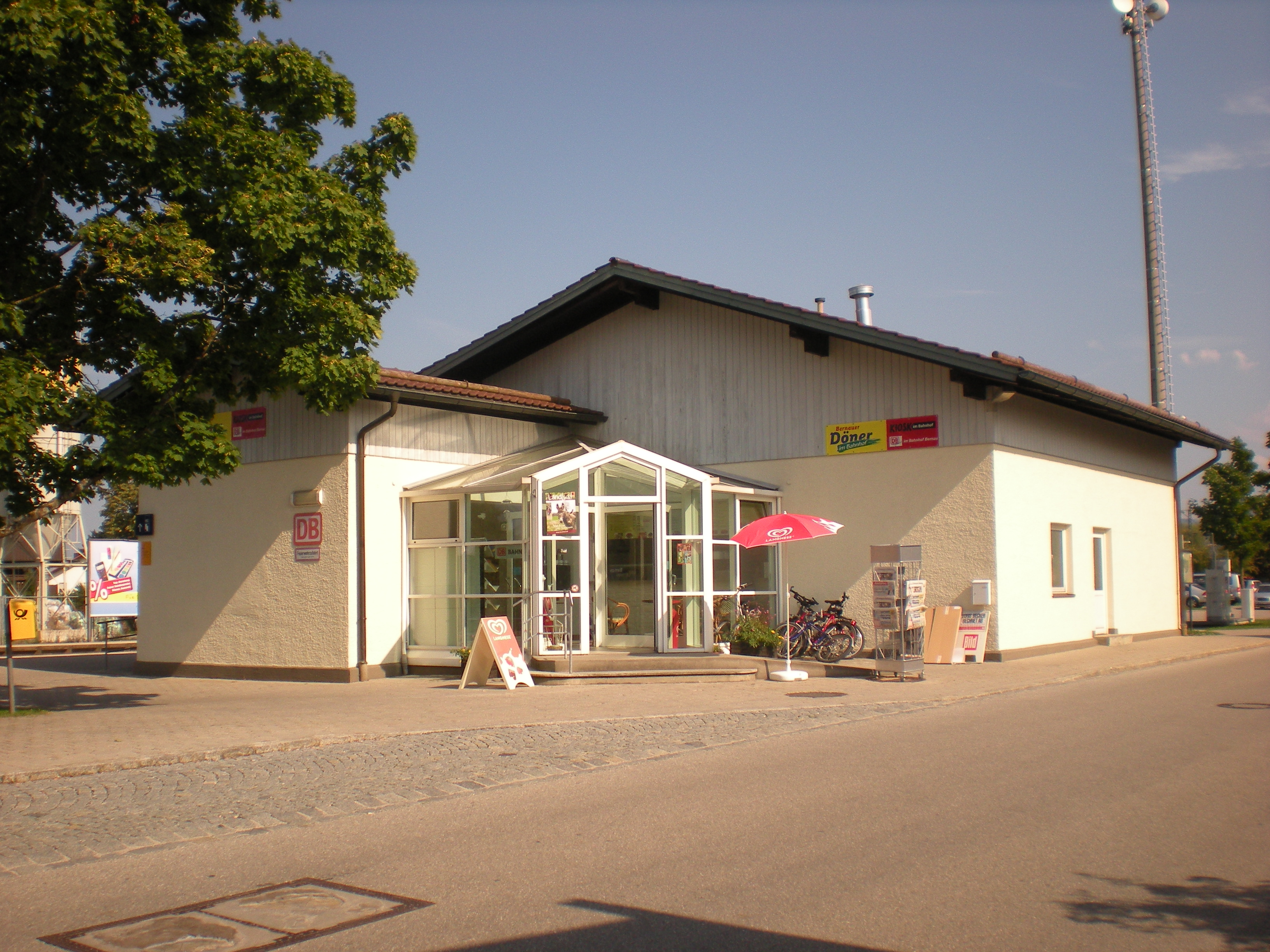
Bahnhofsgebäude Bernau a. Chiemsee

- Schienenverkehr: Bernau am Chiemsee liegt an der Bahnstrecke Rosenheim–Salzburg, die ein Teil der Hauptstrecke München–Salzburg–Wien ist. An dieser befindet sich der zweigleisige mit Seitenbahnsteigen ausgestattete Haltepunkt Bernau a Chiemsee, der am 7. Mai 1860 zusammen mit der Strecke eröffnet wurde. Im 2003 modernisierten Empfangsgebäude befindet sich heute ein Imbiss. Im Sommer verkehrt die Chiemseeringlinie, eine Omnibusverbindung mit Fahrradbeförderung. Ferner wird im Sommer der Ortsteil Felden von der Chiemsee-Schifffahrt bedient.

- Busverkehr: Bernau am Chiemsee ist mit zwei Buslinien an den Regionalverkehr Oberbayern angeschlossen. Durch die Buslinien 9502 und 9505 bestehen Verbindungen nach Aschau im Chiemgau, Sachrang, Prien am Chiemsee, Marquartstein und Reit im Winkl.

- Straßenverkehr: Im Nordwesten liegt die Autobahnanschlussstelle 106 Bernau der Autobahn A 8, die hier gekreuzt wird von der Bundesstraße 305.

- Radverkehr: Bernau liegt am Bodensee-Königssee-Radweg, welcher in Lindau beginnt und zum Königssee bei Berchtesgaden führt.

### Bildung
Im Jahre 2010 gab es folgende Einrichtungen:
- drei Kindergärten mit 200 Kindergartenplätzen, die von  171 Kindern besucht wurden
- eine Volksschule mit zehn Lehrern, die 178 Schüler in acht Klassen unterrichteten

Die Schule ist eine Grundschule mit den Klassen 1–4. Diese Klassen werden jeweils doppelzügig geführt.

### Sport
In Bernau laden viele Sporteinrichtungen dazu ein, die verschiedensten Sportarten auszuprobieren: Unter anderem werden Fußball, Basketball, Skaten, Tennis, Paddleball, Volleyball, Boccia, Beachvolleyball, Beachsoccer, Ballonfahren, Mountainbiken, Downhill, Skifahren, Snowboarden und andere Wintersportarten, Wandern, Klettern, Nordic Walking, Eislaufen, Squash, Windsurfing, Surfing, Segeln und andere Wassersportarten angeboten. Des Weiteren wird in drei Schützenvereinen Schießsport mit Luftgewehr und Luftpistole betrieben.
In Bernau steht eine der größten Tennishallen Deutschlands sowie einer von zwei Plätzen in ganz Deutschland für die neue Tennissportart Paddleball. Es gibt auch eine DAV-Kletterhalle. Am See finden sich Plätze für Beachvolleyball und Beachsoccer. Im Ort sowie im Ortsteil Hittenkirchen gibt es die Möglichkeit zu Ballonfahrten.

### Tourismus

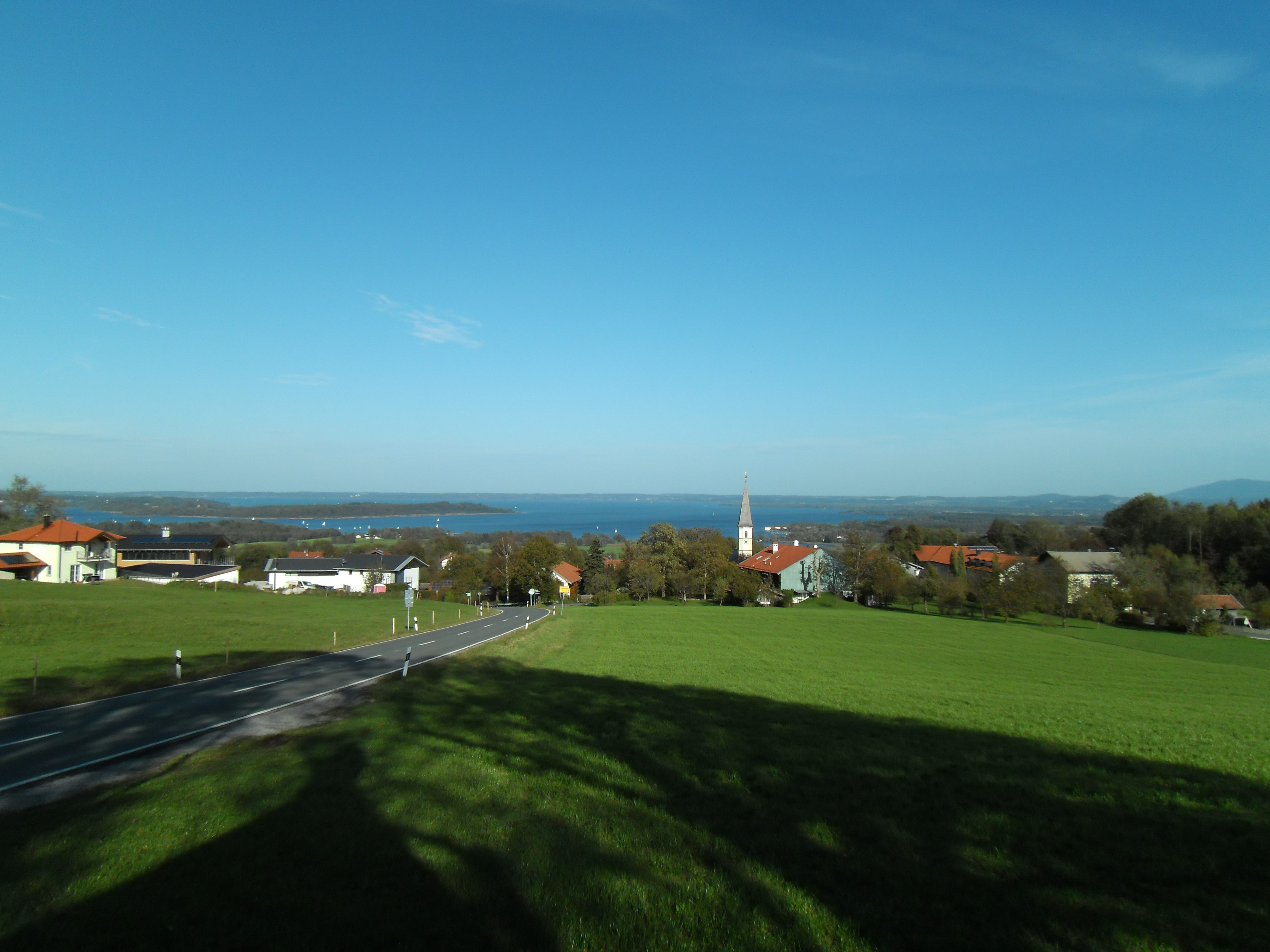
Blick über den Gemeindeteil Hittenkirchen hinweg auf den Chiemsee und seine Insel Herrenchiemsee

Aufgrund seiner ruhigen Lage und der Nähe zu großen Orten wie München und Salzburg ist Bernau ein beliebter Ort für Touristen.
Sehenswürdigkeiten in Bernau sind neben dem Chiemsee das Bonnschlössl, der Gasthof alter Wirt und der alte Torfbahnhof. Es gibt auch viele typische bayerische Almen, die noch bewirtschaftet werden.
Im Ortszentrum und im Chiemseepark Bernau-Felden gibt es Informations-Büros für Touristen.

### Kur- und Rehakliniken
- Medical Park Chiemsee (anerkannte Rehaklinik der Fachbereiche Orthopädie, Traumatologie und Sportmedizin) im Chiemseepark Bernau-Felden
- Medical Park Chiemseeblick (anerkannte Fachklinik für Psychosomatik) im Gebäude des früheren Rasthauses am Chiemsee

## Besondere Gebäude
- Pfarrkirche St. Laurentius
- Kuratiekirche St. Bartholomäus im Ortsteil Hittenkirchen
- Hotel Bonnschlössl
- Gasthof Alter Wirt
- Wasserturm in Bergham
- Kriegerdenkmal im Ortsteil Hittenkirchen
- Griechische Weisen im Schulpark der Grundschule Bernau
- Seisersäule am Kirchenaufgang zur katholischen Pfarrkirche St. Laurentius
- Ehemaliges Rasthaus in Bernau-Felden
- Museum Torfbahnhof
- Die Justizvollzugsanstalt Bernau ist mit rund 850 Haftplätzen eine der größten Justizvollzugsanstalten Bayerns.
- Wegkapelle im Ortsteil Aufing
- Waldkapelle am Hitzelsberg
- Mariengrotte im Ortsteil Kraimoos
- Kapelle am Kalvarienberg/Hitzelsberg

## In Bernau geborene Persönlichkeiten
- Hugo Decker (1899–1985), MdB (Bayernpartei), Fraktionsvorsitzender der Föderalistischen Union (1951–1953)
- Hubert Egger (1927–2014), Skilangläufer und Nordischer Kombinierer
- Raimund Eberle (1929–2007), Jurist und von 1975 bis 1994 Regierungspräsident von Oberbayern.
- Wilfried Klaus (* 1941), Schauspieler

## In Bernau begrabene Persönlichkeiten
- Ferdinand Bonn (1861–1933), deutscher Schauspieler, Schriftsteller, Bühnenautor
- Fritz Odemar (1890–1955), deutscher Schauspieler
- Karl Chmielewski (1903–1991), deutscher Kommandant des Konzentrationslagers Gusen, Kriegsverbrecher
- Elisabeth Flickenschildt (1905–1977), deutsche Staatsschauspielerin
- Hans Klein (1931–1996), deutscher Politiker

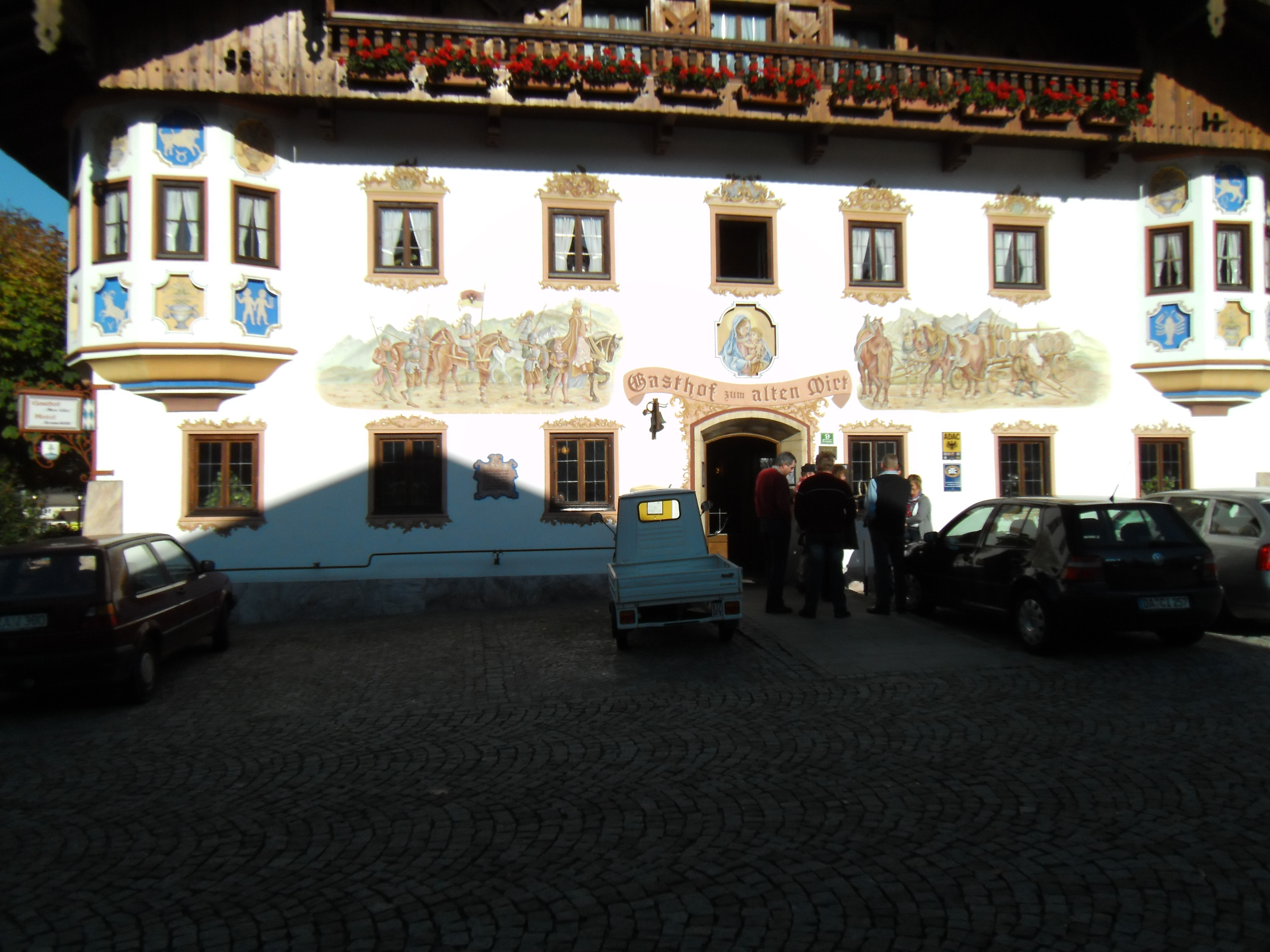
Traditionsgasthaus Gasthof zum alten Wirt im Ortskern
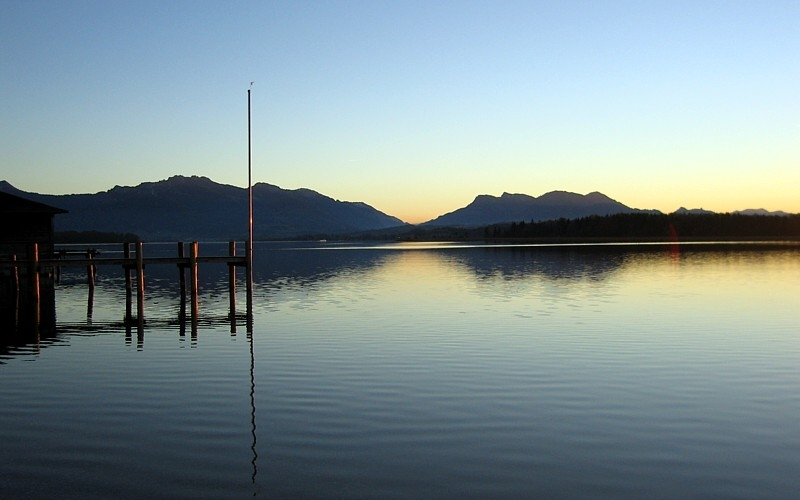
Blick von Urfahrn über den Chiemsee auf Bernau
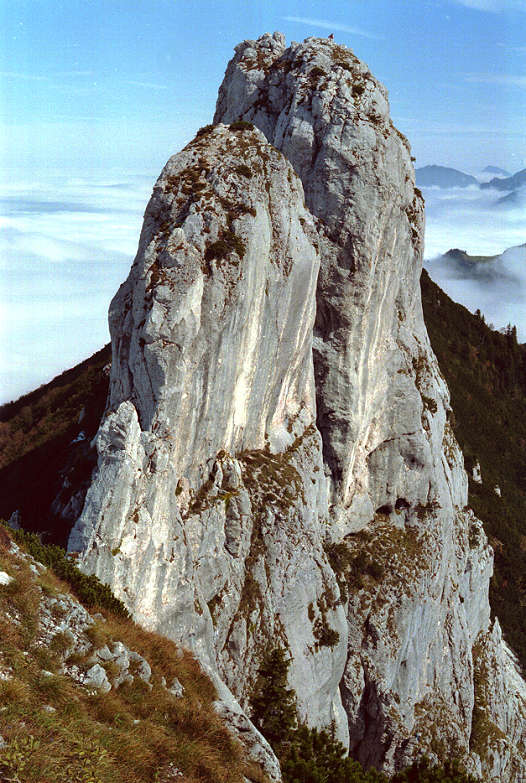
Hausberg von Bernau, die 1664 m hohe Kampenwand
Bernau im Winter, vor der Schneeräumung